# Theodoros Katsanevas
Theodoros Katsanevas (griechisch Θεόδωρος Κατσανέβας; * 1947 in Athen; † 8. Mai 2021 in Vrilissia) war ein griechischer Wirtschaftswissenschaftler und Politiker. Von 1989 bis 2004 war er als Abgeordneter der sozialdemokratischen Partei PASOK Mitglied des griechischen Parlaments. Im Mai 2013 gründete er die eurokritische Partei Drachme – Griechische Demokratische Bewegung der Fünf Sterne.

## Leben
Katsanevas hat einen Bachelor-Abschluss in Wirtschaftswissenschaften von der Universität Piräus und einen M.A. von der University of Warwick. Er promovierte 1980 an der London School of Economics mit einer Arbeit zur Gewerkschaftsbewegung in Griechenland.
1981 heiratete er Sophia Papandreou, die Tochter des griechischen Ministerpräsidenten Andreas Papandreou. Im gleichen Jahr wurde er Präsident der staatlichen Arbeitsverwaltung OAED, 1985 Chef der Sozialversicherungsanstalt IKA.
1989 bis 2004 war er als Abgeordneter der sozialdemokratischen Partei PASOK Mitglied des griechischen Parlaments. Seine Ehe wurde im Jahr 2000 geschieden.
Im Mai 2013 gründete er die Partei Drachme – Griechische Demokratische Bewegung der Fünf Sterne, die unter anderem Griechenlands Ausstieg aus der Eurozone fordert.
Katsanevas lehrte an der Universität Piräus Arbeitsmarkttheorie, Berufsberatung und Personalführung.
2014 wurde bekannt, dass Katsenavas einen 21-jährigen Wikipediaautor und -administrator wegen Ergänzungen in seinem Artikel auf 200.000 Euro Schadensersatz verklagt hat, obwohl diese durch verlässliche Sekundärquellen belegt waren. Katsanevas verklagte auch eine griechische Organisation für Free/Open Software, weil er sie „fälschlicherweise für die Betreiber von Wikipedia“ gehalten hatte.